# Karel Linhart Colonna z Felsu

Zámek Velké Střelice

Říšský hrabě Karel Linhart Samuel Colonna svobodný pán z Felsu (německy Carl Leonhard Samuel Reichsgraf Colonna Freiherr von Fels, 3. prosince 1674, Tošek, Tošecké knížectví – 6. června 1752, Velké Střelice, Opolské knížectví) byl slezský šlechtic z rodu Colonnů z Felsu. Byl přísedícím zemského soudu a zemský staršina Opolsko-Ratibořského knížectví, c.k. komorník a rytíř Řádu zlatého rouna.

## Život
Karel Linhart Samuel pocházel z rodu Colonnů původem z Tyrolského hrabství, který se rozšířil také do Čech a Slezska. 
Narodil se jako syn říšského hraběte Karla Gustava Colonny z Völsu (1630–1686) a jeho manželky Anny Markéty baronky ze Schellendorfu. 
Jeho bratr Kryštof Leopold Colonna z Felsu byl c.k. lovčím ve Slezsku. 
Od roku 1700 zastával úřad kancléře Opolsko-ratibořského knížectví. V roce 1710 jej český král Josef I. jmenoval císařským komorníkem a vykonával také úřad okresního soudce a přísedícího. V roce 1726 byl jmenován zemským staršinou a přísedícím opolsko-ratibořského zemského soudu. Byl mu také udělen Řád zlatého rouna.
Po první slezské válce a dobytí Slezska Pruskem uprchl v letech 1741/42 do Čenstochové, ale později se vrátil do Střelic, za pruské nadvlády však již nezastával žádné funkce. 
Pruský král Bedřich II. údajně vůči Colonnovi, který byl stoupencem katolických Habsburků, choval jistou nedůvěru. 
Karel Linhart Samuel Colonna z Felsu zemřel v roce 1752 na střelickém zámku. Jeho tělo bylo pohřbeno v honosné kryptě farního kostela sv. Vavřince ve Velkých Střelicích. 
Vládu nad panstvím převzal jeho syn Norbert, který ji řídil už dříve ještě za života otce. Majetek později zdědil jeho synovec Filip hrabě Colonna, poslední potomek slezské linie rodu Colonnů z Felsu.

### Manželství a rodina
Karel Linhart Samuel Colonna z Felsu byl dvakrát ženat. Poprvé se oženil v roce 1697 s Johanou Beatrix Eleonorou z Gallasu († 2. července 1716). Jeho druhou manželkou se v srpnu 1718 stala Marie Kateřina Gašinová (1680–1716). Z manželství měl několik dětí:
1. František Karel Colonna z Felsu (21. 12. 1699 – 1756) ⚭ Marie Anna Radecká z Radče
2. Johana Markéta Karolina Colonnová z Felsu (~ 7. února 1701 – 1728), zemřela svobodná
3. Leopold Boguslaw Colonna z Felsu (7. 3. 1702 – 1728), kapitán, zemřel svobodný
4. Anna Marie Alžběta Františka Colonnová z Felsu (22. 5. 1703 – 6. 4. 1759 Praha) ⚭ 1726 Filip Josef říšský hrabě z Gallasu
5. Karolína Josefa Anna Colonnová z Felsu (~ 5. dubna 1705 – 1768); ⚭ 1726 Karel Josef Desfours
6. Norbert Václav František Colonna z Felsu (2. listopadu 1706 – 1761); ⚭ Sidonie Serényi z Kis-Serény
7. Marie Terezie Markéta Františka Colonnová z Felsu (30. července 1709 – 1766) ⚭ 1731 Ferdinand Jakub Kokořovec z Kokořova
8. Aloisie Markéta Emerenciána Colonnová z Felsu (11. června 1714 – 1. června 1782), dáma hvězdného kříže; ⚭ Jan Kryštof svobodný pán z Clamu
9. Markéta Anna Josefa Colonnová z Felsu (10. září 1715 – 1753); ⚭ Franz von Reiswitz a Kaderzin
10. Marie Gottlieba Colonnová z Felsu (* 21. května 1719); ⚭ 1737 Max Valentin hrabě Hrzán z Harasova